# Guillaume Benoît Couderc
Guillaume Benoît Couderc est un homme d'affaires, négociant et homme politique français, né à Lyon le 7 juillet 1741 et mort dans la même ville le 9 mai 1809.

## Biographie
Né le 7 juillet 1741, il est le fils de Jean Couderc et Elisabeth Vernet. Il est issu d'une famille de banquier originaire de Suisse.
Il fait sa carrière comme négociant et banquier à Lyon. Il fait partie de la commission du Tiers-état élu en janvier 1789 pour préparer les cahiers de doléances. Il est élu député du tiers aux États généraux de 1789 le 30 mars 1789. Il fait partie de l'Assemblée constituante. En 1791, il accueille les négociants protestants chez lui pour discuter des difficultés du commerce.
Il est par la suite membre du tribunal de commerce, président de la Chambre de commerce et d'industrie de Lyon et conseiller général du commerce à Paris. Il est conseiller général des hospices et conseiller général du Rhône de 1800 à 1809.
Il a un oncle à Genève de la famille Vernet-Dupan.
Il est le père de Jean Couderc.
Il décède à Lyon le 9 mai 1809.